# Попова Дача (ентомологічний заказник)
Попова дача — ентомологічний заказник місцевого значення. Об'єкт розташований на території Вільхівської сільської громади Харківського району Харківської області, на північ від села Вільхівка.
Площа — 1,5 га, статус отриманий у 1984 році.
Охороняється балка зі степовою, лучною та чагарниковою рослинністю, по днищу якої протікає струмок, що впадає в річку Роганка. Тут поширені угруповання різнотравно-типчатоко-ковилових степів, в тому числі занесені до Зеленої книги України.
Заказник підтримує існування корисних комах-запилювачів: дикі бджоли, джмелі, оси. Також трапляються рідкісні види степових комах: богомол звичайний, дибка степова, коник-севчук, вусач-коренеїд хрестоносець, сколія степова, рофітоїдес сірий, мелітурга булавовуса, мегахіла округла, джміль моховий.